# بازی الکترونیک

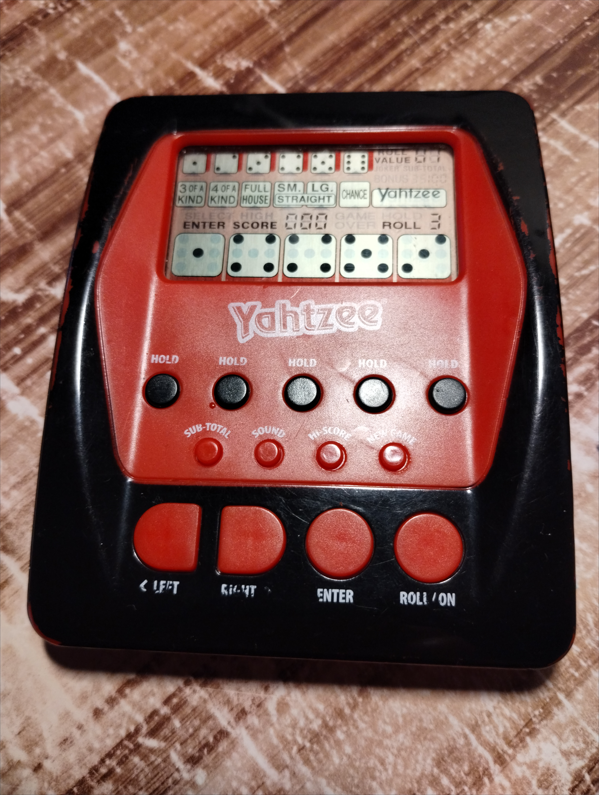
یک نمایشگر ال‌سی‌دی و بازی Yahtzee

بازی الکترونیک (انگلیسی: Electronic game) بازی‌ای است که از وسایل الکترونیکی برای ایجاد یک سیستم تعاملی استفاده می‌کند که بازیکن می‌تواند با آن بازی کند. بازی‌های ویدئویی، امروزه رایج‌ترین شکل هستند و به همین دلیل این دو اصطلاح اغلب به‌جای هم استفاده می‌شوند. اشکال رایج دیگری از بازی‌های الکترونیکی وجود دارد که شامل بازی‌های الکترونیک دستی، سیستم‌های مستقل (مانند پین‌بال، ماشین‌های اسلات یا بازی‌های آرکید الکترومکانیکی) و محصولات منحصراً غیر تصویری (مانند بازی‌های صوتی) می‌شود.